# Rolls-Royce Corniche (2000)
O Rolls-Royce Corniche é um conversível de porte grande da Rolls-Royce.